# Nefat H̱efa
Nefat H̱efa är ett subdistrikt i Israel.   Det ligger i distriktet Haifa, i den norra delen av landet.